# فرانسیسکو بش
فرانسیسکو بُش ئی کامپو (کاتالونیایی: Francesc Boix i Campo؛ ‏ ۳۱ اوت ۱۹۲۰ – ۷ ژوئیهٔ ۱۹۵۱) معروف به نام رسمی اسپانیایی خود «فرانسیسکو» عکاس، روزنامه‌نگار و یک کهنه‌سرباز جمهوری‌خواه کاتالان در جنگ داخلی اسپانیا بود که از سال ۱۹۴۱ تا ۱۹۴۵ میلادی در اردوگاه کار اجباری ماوتهاوزن زندانی بود. وی در سال ۱۹۳۹ به فرانسه تبعید شد و به استخدام لژیون خارجی فرانسه درآمد و بعدها به نیروی زمینی فرانسه پیوست. او در سال ۱۹۴۰ در جریان جنگ جهانی دوم به اسارت نیروهای آلمانی درآمد. فرانسیسکو بُش در جریان دادگاه نورنبرگ و همچنین محاکمه نظامی آمریکا در داخائو، به عنوان شاهد، به تشریح عکس‌هایی پرداخت که توسط نیروهای اس‌اس گرفته شده بود و در محکومیت جنایتکاران جنگی آلمان نازی - از جمله ارنست کالتنبرونر - نقش داشتند. او پس از جنگ به‌عنوان گزارشگر عکس در مطبوعات فرانسه کار می‌کرد و در همان هنگام به عضویت حزب کمونیست فرانسه درآمد.